# روبرت جونز (سياسي)
روبرت جونز (بالإنجليزية: Robert Jones)‏ (و. 1793 – 1874 م) هو سياسي، من كندا، توفي عن عمر يناهز 81 عاماً.

## مناصب
تولى منصب Member of the Legislative Assembly of the Province of Canada ‏ (1841–1844).